# Antonov An-2

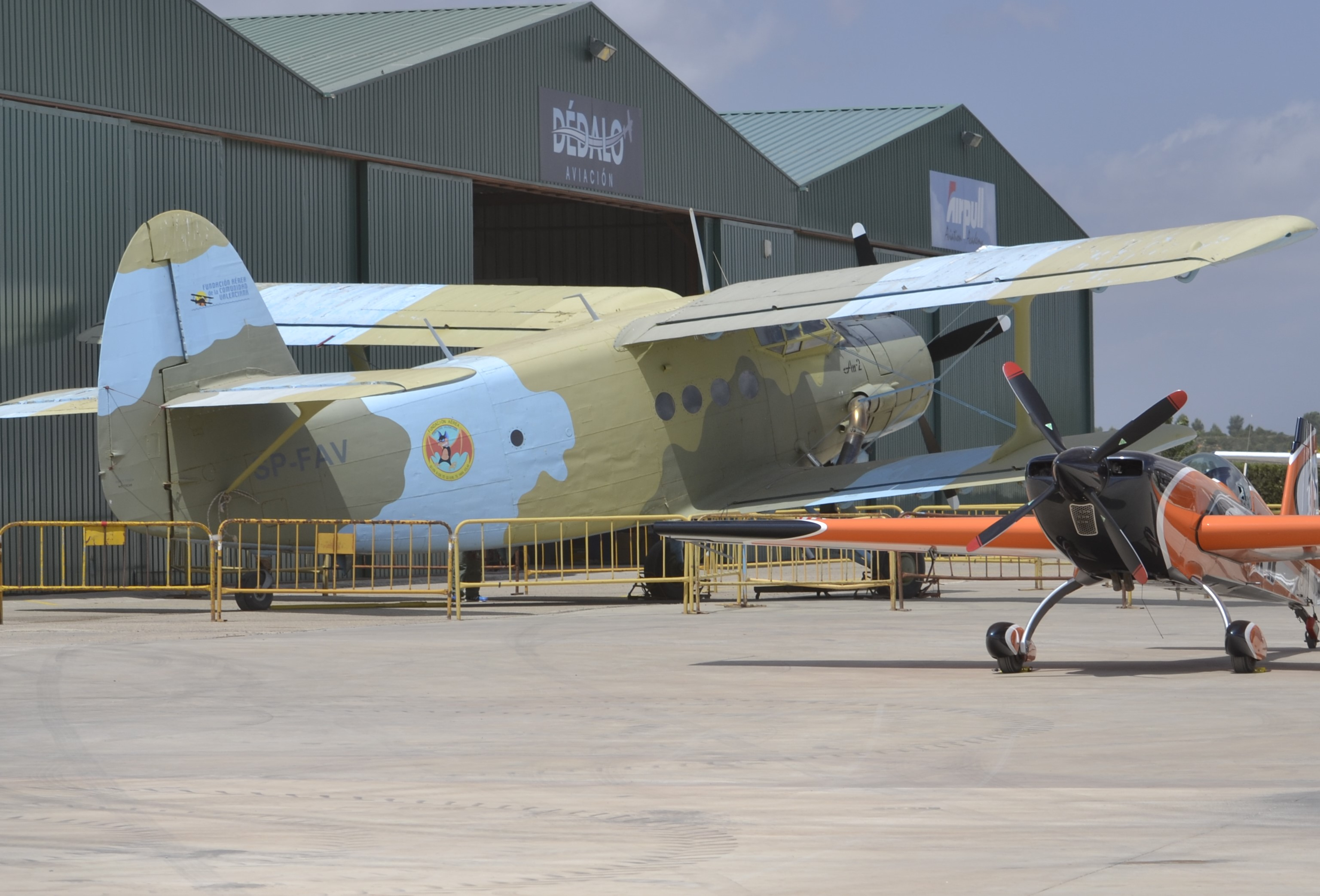
Antónov An-2R, matrícula SP-FAV, de la FACV, en el Aeródromo de Requena.

El Antónov An-2 (en ruso: Ан-2, designación USAF/DoD: Tipo 22, designación OTAN: Colt), también llamado Ánnushka, es un biplano  monomotor extremadamente robusto. Su primer vuelo tuvo lugar el 31 de agosto de 1947, siendo el primer avión diseñado por Antónov. Es utilizado como transporte ligero con capacidad para doce pasajeros, paracaidismo y trabajo agrícola. Sus extraordinarias capacidades para volar a baja velocidad y realizar despegues y aterrizajes en cortas distancias (STOL) lo hacen un perfecto aparato para vuelos a lugares con pistas improvisadas. También han sido creadas variantes para climas fríos y otras condiciones extremas. Es también el mayor biplano monomotor jamás construido y los 78 años de producción ininterrumpida lo convierten en uno de los aviones más antiguos aún en uso.

## Historia
El An-2 es el biplano monomotor más grande jamás construido y ha sido producido en grandes cantidades, habiendo sido construidos 5000 hasta 1960 en la URSS. A partir de ese año la mayoría de los An-2 han sido construidos en la fábrica polaca WSK-P2L Mielec, con más de 13.000 aparatos construidos hasta el fin de la producción del An-2 en 1991. Continúa la producción limitada para piezas de recambio y cobertura de mantenimiento. El An-2 es también construido bajo licencia en China con el nombre de Shijiazhuang Y-5 (Avión de transporte Tipo 5), siendo el mayor biplano aún volando.

## Diseño

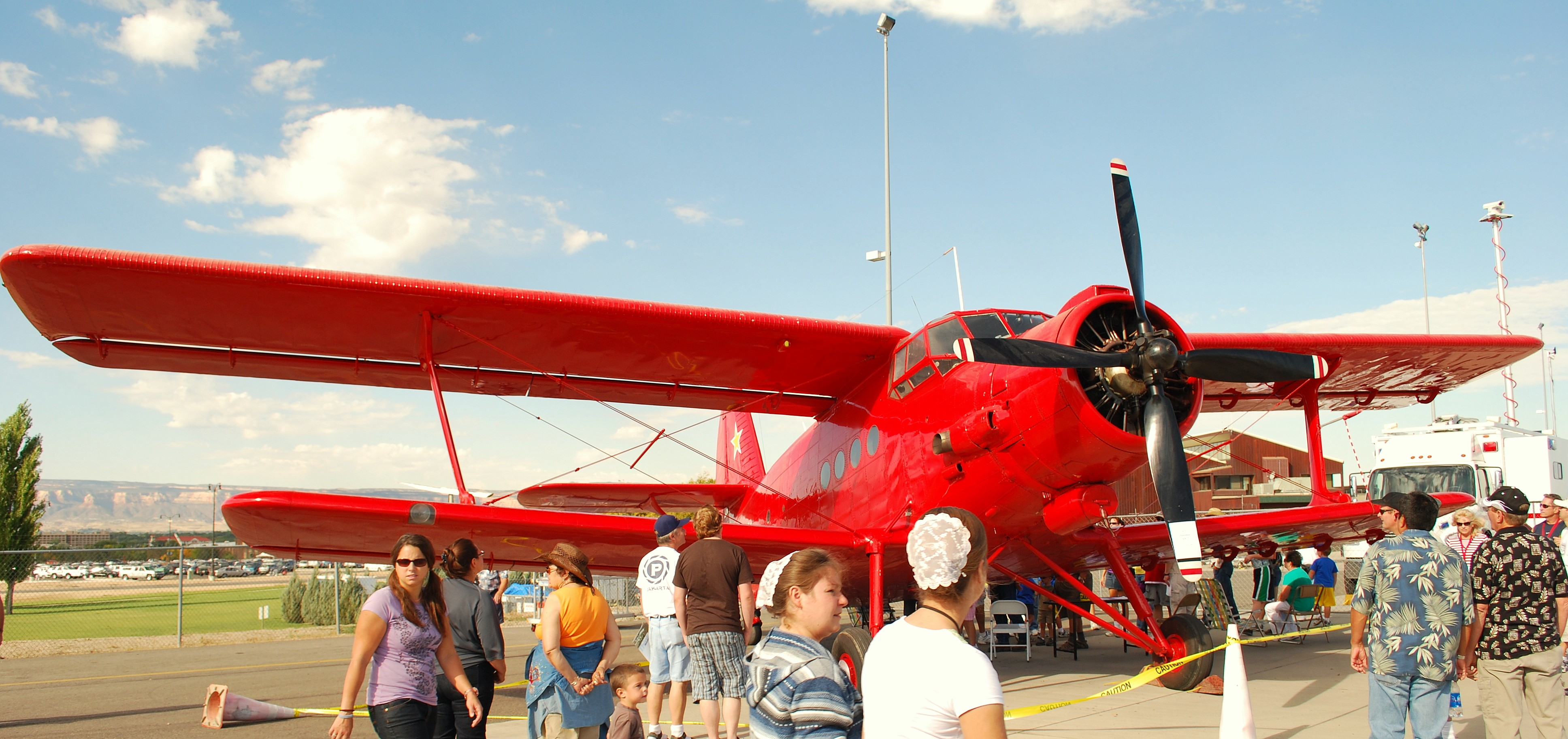
El An-2 en un espectáculo aéreo

El An-2 fue diseñado como un avión de usos diversos para uso del gobierno en agricultura y bosques. Sin embargo es altamente adaptable y numerosas variantes han sido creadas, incluyendo versiones científicas para estudios atmosféricos, aviones cisterna para lucha contra incendios forestales, ambulancias volantes, hidroplanos, una versión de combate ligeramente armada para el lanzamiento de paracaidistas y la versión más común, el An-2T, con capacidad para doce pasajeros. Todas las versiones salvo el An-3 están dotadas de un motor radial Shvetsov ASh-62IR de 1000 CV de potencia y nueve cilindros, el cual fue originalmente diseñado a partir del Wright R-1820.

## Usos y características

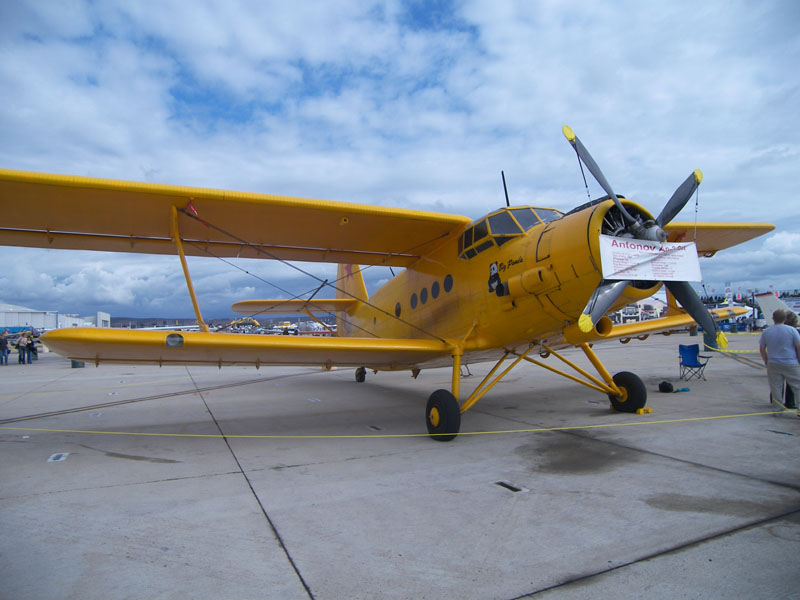
Biplano An-2 particular en la exhibición aérea de Miramar.

El An-2 tiene características que lo hacen adecuado para operaciones en áreas remotas con pistas de aterrizaje improvisadas.
- Tiene un sistema de frenado neumático (similar al que usan los camiones), permitiéndole detenerse en distancias cortas.
- Tiene un sistema de hinchado/deshinchado de ruedas mediante un compresor que le permite ajustar la presión de los neumáticos y absorber los baches sin necesidad de sistemas especiales.
- Las baterías son grandes y fáciles de acceder, no necesitando una fuente de alimentación externa para proporcionar electricidad.
- El avión tiene incorporada su propia bomba de combustible, permitiéndole repostar directamente de bidones sin necesidad de bombas externas para su repostaje.
- Tiene un mínimo de sistemas complejos. El sistema extensible en las alas que permite al avión volar a baja velocidad es totalmente automático, siendo cerrado por el flujo de aire sobre las alas. Una vez que la velocidad del aire baja de 64 km/h (40 mph) los slats se extienden forzados por unos muelles elásticos de goma.
- Carrera de despegue: 170 m. Carrera de aterrizaje: 215 m (puede variar dependiendo del peso).

En el manual de pilotaje puede leerse una interesante nota: "Si el motor se para en vuelo instrumental (vuelo a ciegas donde no se puede ver tierra) o durante vuelo nocturno, el piloto deberá tirar totalmente de la palanca de mando hacia popa y mantener el nivel de alas. Los slats se desplegarán a la velocidad de 64 km/h (40 mph), y cuando el avión reduzca su velocidad a 40 km/h (25 mph) este descenderá a una velocidad similar a la de un descenso en paracaídas hasta que toque tierra."

## Variantes

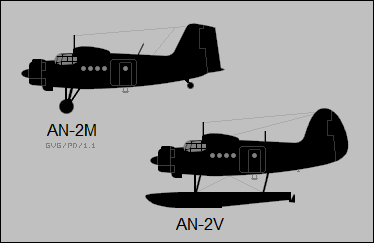
Dos variantes del An-2.

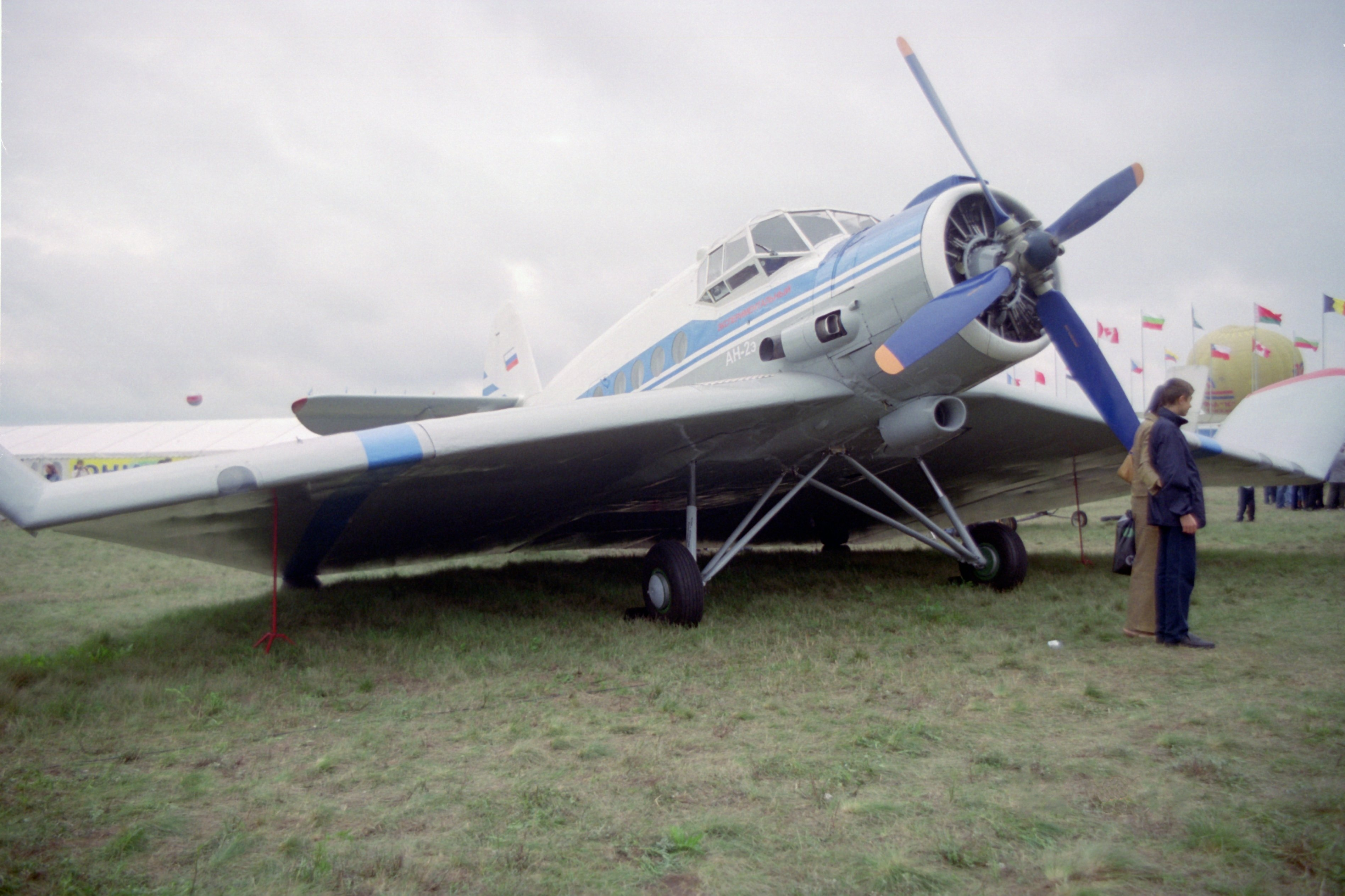
Antonov An-2E WIG.

### De construcción soviética
An-2F
An-2L
An-2P (Passazhirskii)
An-2P (Protivopozharnyi)
An-2S
An-2V
An-2ZA

### De construcciónpolaca(PZL Mielec)
An-2 Geofiz
An-2M
An-2P
An-2PK
An-2P-Photo
An-2PR
An-2R
An-2S
An-2T
An-2TD
An-2TP
Lala-1

## Especificaciones (An-2P)

### Características generales
- Tripulación: 1
- Longitud: 12,7 m (41,8 ft)
- Envergadura: 18,2 m (59,6 ft)
- Altura: 4 m (13,1 ft)
- Superficie alar: 71,6 m² (770,7 ft²)
- Peso vacío: 3450 kg (7603,8 lb)
- Peso máximo al despegue: 5500 kg (12 122 lb)
- Planta motriz: 1× Motor radial Shvetsov ASh-62IR.
  - Potencia: 735 kW (986 HP; 1000 CV)
- Hélices: 1× hélice cuatripala de velocidad constante por motor.

### Rendimiento
- Velocidad máxima operativa (Vno): 258 km/h (160 MPH; 139 kt) a 1750 m.s.n.m.
- Velocidad crucero (Vc): 185 km/h (115 MPH; 100 kt)
- Alcance: 901 km (487 nmi; 560 mi) con 500 kg de carga.
- Techo de vuelo: 4400 m (14 436 ft)

### Desarrollos relacionados
- Antonov An-3

### Listas relacionadas
- Anexo:Lista de biplanos